# レボチロキシン
レボチロキシン（Levothyroxine）またはL-チロキシンは、甲状腺ホルモンの1つであり、T4との略称を持つ。医薬品としては甲状腺機能低下症の治療に用いられたり、甲状腺癌の予防に用いられることもある。不斉炭素を1つ持つ化合物であり、自然に存在するチロキシンと同じくL-型である。商品名チラーヂン。対掌体であるD-チロキシンは高コレステロール血症治療への応用が考えられたことがあるが、心毒性のために開発中止となった。
WHO必須医薬品モデル・リストに収載されている。

## 効能・効果
日本で承認されている効能・効果は、粘液水腫、クレチン病、甲状腺機能低下症（原発性および下垂体性）、甲状腺腫（以上錠剤）および乳幼児甲状腺機能低下症（散剤）である。
レボチロキシンは生涯にわたり甲状腺ホルモンの投与が必要な甲状腺機能低下症の患者に用いられる。甲状腺腫で甲状腺刺激ホルモン（TSH）が低下していると考えられる場合にも投与される。結節性甲状腺障害や甲状腺癌でTSHの分泌が抑制されている場合にも用いられる。

## 作用機序
レボチロキシンは化学合成したチロキシン（T4）そのものである。そのままあるいはL-トリヨードチロニン（T3）に代謝されて効力を発揮する。T4およびT3は細胞核の甲状腺受容体蛋白質に結合してDNAの転写ならびに蛋白質の合成を制御し、代謝に影響を与える。

## 禁忌
急性期の心筋梗塞患者では、基礎代謝が増加することで心負荷が増大するので禁忌とされている。製剤成分に過敏症を有する患者またはあらゆる甲状腺中毒症（病因の如何を問わない）の患者にも投与できない。 糖質コルチコイドの代謝消失が増加して副腎クリーゼをきたすおそれがあるため、未治療の副腎機能不全患者にも用いてはならない。錠剤は嚥下困難な患者にも使えない。

## 副作用
重大な副作用として挙げられるものは、いずれも発生頻度は不明ながら、狭心症、肝機能障害、黄疸、副腎クリーゼ、晩期循環不全（低出生体重児、早産児。）である。
TSHが長期間抑制されていると、しばしば心臓系の副作用を起こし、また骨密度を減少させる。低TSH血症は骨粗鬆症の原因となる。
レボチロキシンへのアレルギー反応として、呼吸困難、息切れ、顔と舌の腫張が起こることがある。
レボチロキシンの用量が多すぎると、甲状腺機能亢進症の症状を呈する。すなわち、動悸、腹痛、嘔気、不安、混乱、興奮、不眠、体重減少、食欲亢進である。
また大過量投与の症状として、発熱、低血糖症、心不全、昏睡、無症候性急性副腎不全がある。大過量投与は命を脅かす可能性がある。治療は対症療法である。症状は交感神経系の興奮によるものであるので、交感神経β受容体遮断薬を用いることが多い。過量投与の症状は、服用後6時間から11日程度持続する。

## 薬物動態

### 吸収
経口投与時のレボチロキシンの消化管からの吸収量は40 - 80%であり、多くは空腸および上部回腸から吸収される。吸収は空腹時に増加し、ある種の吸収不良症候群、ある種の食物、年齢によって低下する。生物学的利用能は食物繊維により低下する。

### 分布
循環血中の甲状腺ホルモンの99%以上が、チロキシン結合グロブリン（TBG）、チロキシン結合プレアルブミン（TBPA）、アルブミンなどの血漿蛋白質に吸着している。遊離型のホルモンのみが活性を持つ。

### 代謝
甲状腺ホルモンの主要代謝経路は脱ヨウ素化であり、肝臓が主にT4の脱ヨウ素化を担っているほか、腎臓や他の臓器でも脱ヨウ素化が起こる。1日服用量の8割が脱ヨウ素化されてT3（トリヨードチロニン）とrT3（3,3',5'-三ヨード-L-チロニン）が等量生成する。

### 排泄
脱ヨウ素化以外にも、甲状腺ホルモンは腎臓から排泄され、またグルクロン酸抱合されて胆汁中へ排泄され腸肝循環する。甲状腺機能が正常の場合の半減期は6 - 7日であるが、機能低下症の場合は9 - 10日、機能亢進症の場合は3 - 4日である。循環血中のT3はその8割が腎臓から排泄される。残りの2割は糞中に排泄される。尿からの排泄は、年齢と共に減少する。

### 薬物相互作用
食物や他の物質がレボチロキシンの吸収を阻害しうる。カルシウムや鉄のサプリメントの摂取はレボチロキシンの服用と4時間以上離す必要がある。大豆を含む食品の摂取とは3時間以上離すべきである。その他にレボチロキシンの吸収を妨げるものとしては、アルミニウムやマグネシウムを含む制酸薬、シメチコン、スクラルファート、コレスチラミン、コレスチミド、コレスチポール、カリメートが挙げられる。なお、コレスチラミンなどのようにレボチロキシンを吸着し大便中へと排泄される性質を持ったものを利用して、何らかの理由で多量にレボチロキシン製剤を服用した際の対処法の1つとして、レボチロキシンがなるべく吸収されないようにする方法が知られている。
グレープフルーツジュースはレボチロキシンの吸収を遅らせるが、20歳から30歳の健康成人10名（男8、女2）での検討結果、若年成人については生物学的利用能に明らかな影響を与えないことが判明した。8名の女性を対象とした検討の結果、コーヒーはレボチロキシンの吸収を阻害するが、ブランを摂取した時ほどではないことがわかった。
他に重篤な副作用を引き起こしうるものとして、ケタミン併用時の高血圧と頻脈のほか、三環系抗うつ薬や四環系抗うつ薬はその毒性を増大させられる。その一方、リチウムは甲状腺でのヨウ素代謝に影響を与えて甲状腺機能亢進症または甲状腺機能低下症（こちらの方が多い）を惹起する。

## 用量
甲状腺機能低下症または甲状腺機能亢進症の症状を取り除き、血中のT4、T3濃度を正常値に保つことが要点である。1年に1 - 2回の検査でT4、T3濃度ならびにTSH濃度を確認すべきである。
投与量は患者の年齢、身体状態、体重、服薬遵守度、食事によって変化させる。患者の状態を観察し、定期的に必要に応じた用量調整をする必要がある。レボチロキシンは空腹時（食前30分 - 1時間前）に服用すると良い。通常、甲状腺ホルモン補充療法では毎日朝食の30分前に服用する。朝食前に服用するのが困難な場合は、就寝前に服用しても良い。JAMA 誌に公表された処では、就寝前服用のほうが効果が高いとされる。
甲状腺ホルモン補充療法で服薬遵守状況が悪いと、適正量を処方されていてもTSHが上昇する。

## 注意を要する患者

### 高齢者
50歳以上の患者ならびに虚血性心疾患が予想される患者では、レボチロキシンを少量から服用開始すべきである。甲状腺ホルモンは心拍数と心収縮力を上げて心筋の酸素要求量を増加させるため、高用量で服用開始すると急性冠動脈疾患または不整脈を起こす危険がある。

### 妊婦
米国米国食品医薬品局（FDA）の胎児危険度分類はAである。レボチロキシンで先天異常のリスクが上昇するとは示されておらず、妊娠中も服用を中止すべきでない。さらに、甲状腺機能低下症と診断された妊婦には自然流産、子癇前症、早産の危険があるのでレボチロキシンを服用すべきである。
甲状腺ホルモンの必要量は妊娠期間中を通じて増大する。妊娠が確認されたら直ちに服用量を9⁄7に増量すべきである。増量5週後に、甲状腺機能試験を実施すべきである。

### 乳汁への移行
母乳中からわずかな甲状腺ホルモンが検出されるが、乳児の血中甲状腺ホルモンに影響する量ではない。加えて、乳児および授乳中の母体でレボチロキシンの副作用が報告された例はない。正常な乳汁分泌には適正量の甲状腺ホルモンが必要であるので、授乳中は適切な量のレボチロキシンを服用すべきである。

### 小児
レボチロキシンを小児に投与する場合は、年齢および体重を考慮すべきである。個々の患者の臨床症状および臨床検査値で用量は変化する。小児の甲状腺機能低下症の治療目標は、年齢相応の精神的・肉体的発達の達成・維持である。

### 症状の持続
甲状腺機能低下症で適正量のレボチロキシンを服用している患者の一部で、TSH量が正常範囲内であるにもかかわらず症状が消退しない場合がある。その場合は、臨床検査や臨床評価で当該症状の他の原因がないか検討すべきである。また患者が服用している他の薬剤やサプリメントにも注意を払うべきである。

### 無症候性甲状腺機能低下症
無症候性甲状腺機能低下症は血中TSH上昇と血中T4値正常とで定義される。このような患者では症状はなく、治療すべきか否か議論が分かれている。治療する利点の一つは、甲状腺機能低下症の顕在化を予防できることである。血中TSH＞10mIU/Lである場合、甲状腺ペルオキシダーゼ抗体上昇の場合、あるいは血中TSH＝5 - 10mIU/Lで症状がある場合、妊娠しているまたは妊娠を希望する場合 には治療を開始すべきである。無症候性患者のレボチロキシン服用量は1µg/kg/日とする。

### 粘液水腫性昏睡
粘液水腫性昏睡は甲状腺機能低下症の重篤な病態であり、意識レベルの低下と低体温を伴う。死亡率が高く緊急を要するので、直ちにICUにて甲状腺ホルモン投与とそれぞれの臓器の合併症治療を進めなければならない。昏睡患者に200 - 500µgのレボチロキシンを静脈内注射し、翌日も必要に応じて100 - 300µgを投与する。冠動脈疾患疾患を有する患者では減量する。

## 剤形
日本では錠剤が5種類（12.5µg、25µg、50µg、75µg、100µg）と乳幼児用散剤（0.01%）が入手できる。そのほか、筋肉内注射、静脈内注射で使用される国もある。

## 開発の経緯
チロキシンは1914年にブタの甲状腺抽出物から単離された。化学合成は1927年に達成された。